# Bolokada Condé
Pour les articles homonymes, voir Condé.
Moussa Bolokada Condé est un maître batteur de Kissidougou, en Guinée, un expert des rythmes malinkés ou mandingues, et l'un des plus grands djembefolas du monde.

## Biographie
Moussa Bolokada Condé rejoint les Percussions de Guinée  pour remplacer le légendaire Noumoudy Keïta comme batteur principal. Il voyage et joue dans de grandes salles du monde entier depuis 1996 et est présenté dans le film IMAX PULSE : a Stomp Odyssey.
Depuis 2004, il se produit et enseigne aux États-Unis. Il dirige des ateliers de percussion dans de nombreuses villes aux États-Unis et en Europe.
C'est un artiste associé au Robert E. Brown Center For World Music de l'Université de l'Illinois à Urbana-Champaign, après avoir été conférencier invité de 2008 à 2011. Il est également directeur musical et soliste principal du Ballet Waraba en Caroline du Nord, du Ballet Wassa-Wassa à Santa Cruz, en Californie, et des Percussion Malinke dans la région de la baie de San Francisco.

## Œuvres

### Discographie
Moussa Bolokada Condé sort deux CD musicaux, Morowaya et Sankaran.

### Filmographie
Moussa Bolokada Condé joue dans le film dénommé M'bemba Fakoli: Un voyage musical à travers la Guinée.
Il réalise un DVD d'enseignement du djembé M'bara.
Il fait également l'objet d'un documentaire, Bolokada Conde—Malinke Village Djembefola.

## Distinctions
En 2007, il obtient le statut d'immigrant en tant qu'étranger doté d'une capacité artistique extraordinaire.